# Карл (Вюртемберг-Бернщат)
Вижте пояснителната страница за други личности с името Карл.
Карл фон Вюртемберг-Бернщат (на немски: Karl von Württemberg-Bernstadt; * 11 март 1682, Юлиусбург (Dobroszyce), Олешнишки окръг, Полша; † 8 февруари 1745, Бернщат (Берутов), Силезия, Полша) е херцог на Вюртемберг и херцогство Бернщат от Дом Вюртемберг (Линия Вайлтинген).

## Живот
Той е единственото останало живо дете на херцог Юлиус Зигмунд фон Вюртемберг-Юлиусбург (1653 – 1684) и съпругата му Анна София (1647 – 1726), дъщеря на херцог Адолф Фридрих I фон Мекленбург.
Карл живее разхитително. На 20 декември 1703 г. в Майнинген той се жени за принцеса Вилхелмина Луиза (1686 – 1753), дъщеря на херцог Бернхард I фон Саксония-Майнинген и втората му съпруга Елизабет Елеонора фон Брауншвайг-Волфенбютел. Бракът е бездетен.
След смъртта му Бернщат отива на херцог Карл Христиан Ердман фон Оелс, който така обединява за себе си всички силезийски клонове на Вюртембергската фамилия.